# Blistorp
Blistorp är en by i Bromölla kommun i Skåne län, belägen i norra änden av Näsums socken. 
Byn ligger i ett kuperat område, i en öppen odlingsbygd som är omgiven av skog, bestående av främst bok. I byn ligger Blistorps kapell, även benämnt Textorius gravkapell, uppfört 1804, som är ett mausoleum för köpmannen Valentin Textorius och hans hustru som var bosatta i Blistorp i slutet av 1700-talet och början av 1800-talet.

## Bildgalleri

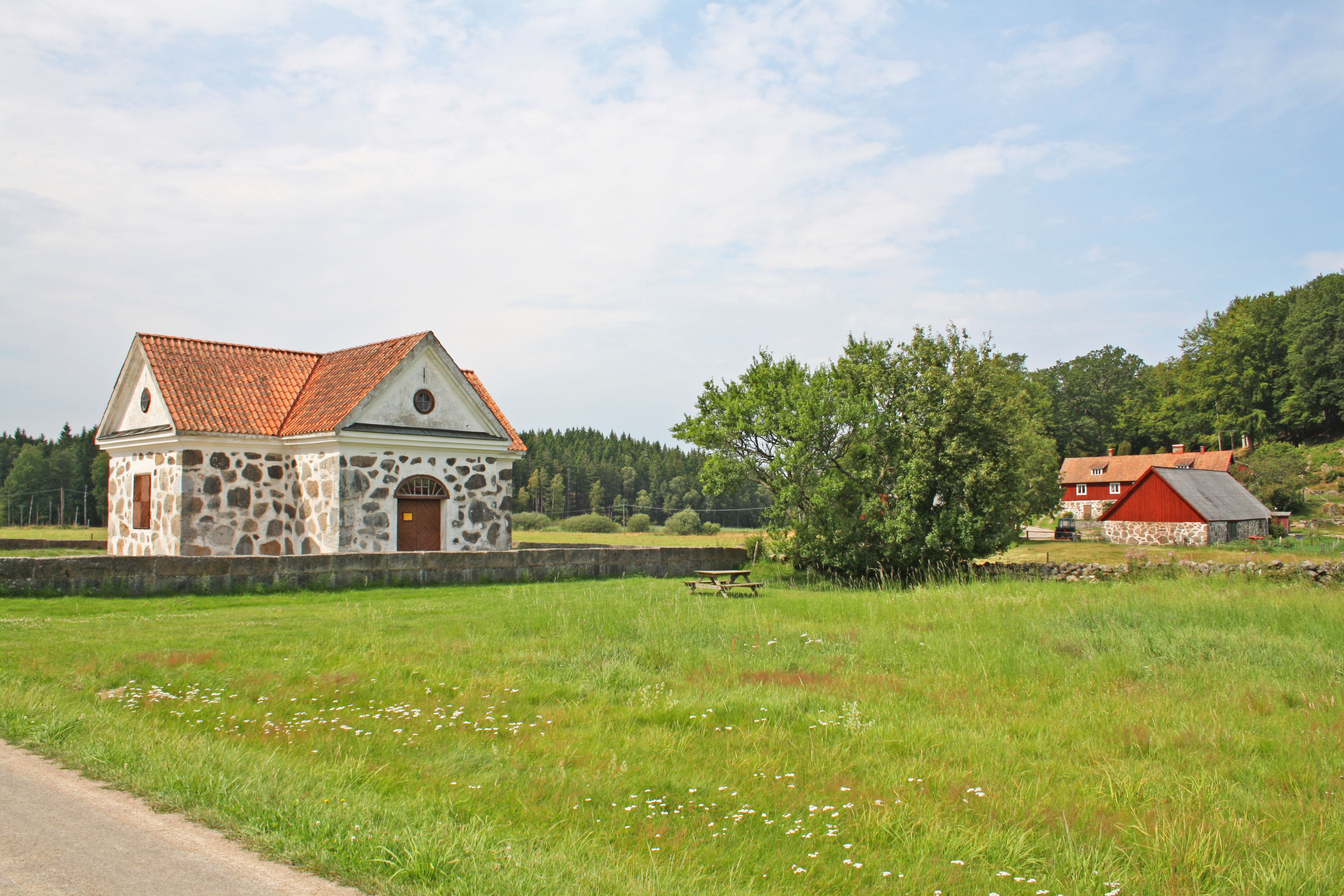
Blistorps kapell.
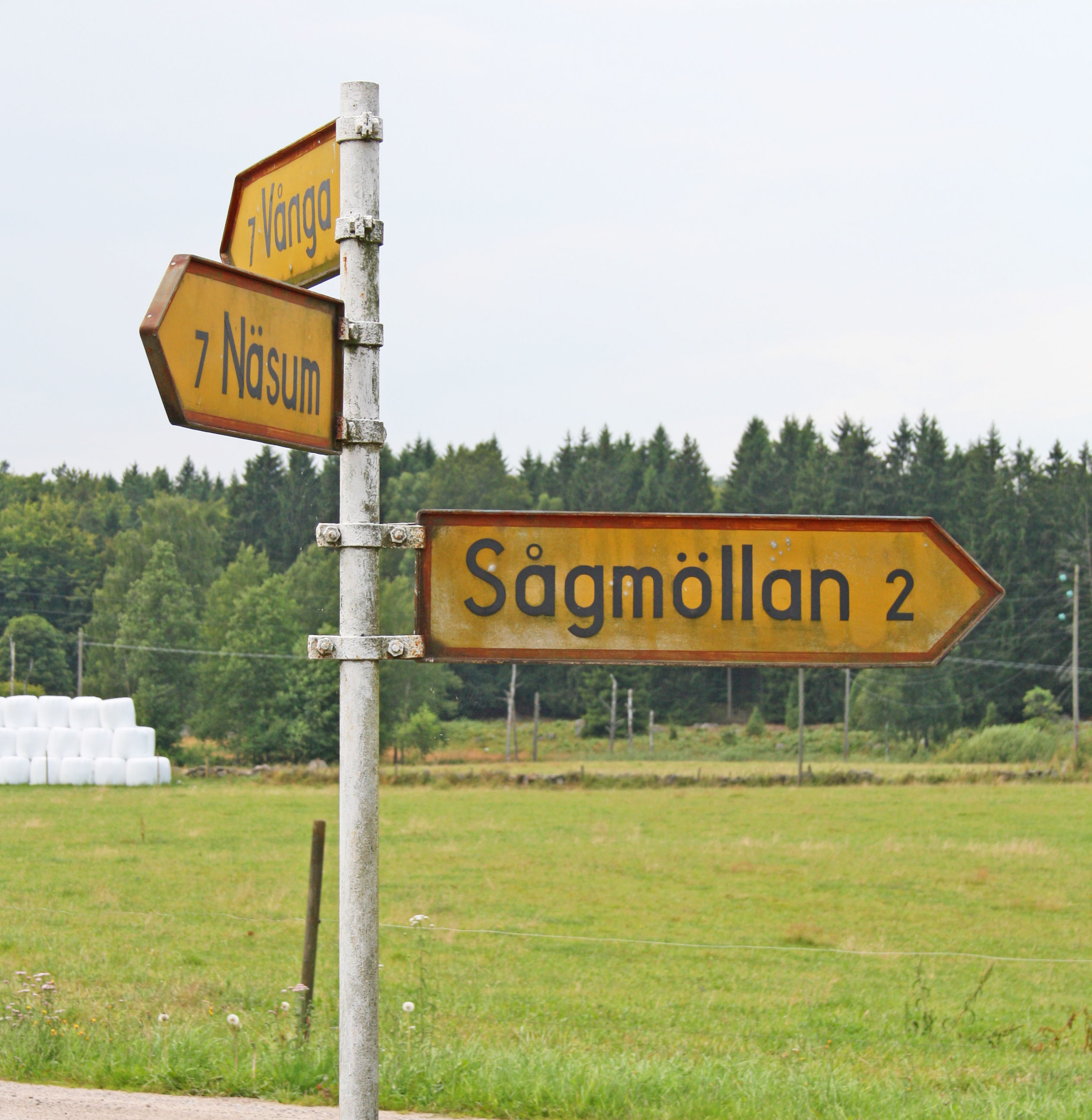
Vägvisare vid vägkorsning i Blistorp.